# Вилхелм Карстенс
Хамбург
Вилхелм Карстенс (Хамбург, 29. јануар 1869 — Хамбург, 12. фебруар 1941) био је немачки веслач на прелазу из 19. у 20. век, учесник Летњих олимпијскимих играма 1900. Био је члан немачког веслачког клуба Фаворит Хармонија из Хамбурга.
На Олимпијским играма 1900. такмичио се у као члан немачке екипе у дисцилини четверац са кормиларом. У такмичењу четвераца са кормиларом десило се нешто необично за велика спортска такмичења. Због неслагања такмичара и судија после трка у предакмичењу одлучено је да се званично одрже две финалне трке тзв. А и Б финале. Победницима финала су подељена два комлета медаља. МОК је касније признао резултате, а тиме и освајаче медаља оба финала.
Посаду су поред њега чинили Хуго Ристер, Адолф Мелер, Јулијус Кернер и два кормилара Макс Амерман који је учествовао у финалу и други кормилар Густав Моц у полуфиналу. Веслали су у А финалу и освојила бронзану медаљу.